# Phyllophaga tuxtleca
Phyllophaga tuxtleca är en skalbaggsart som beskrevs av Moron 2003. Phyllophaga tuxtleca ingår i släktet Phyllophaga och familjen Melolonthidae. Inga underarter finns listade i Catalogue of Life.